# 全民高尔夫3
《全民高尔夫3》（又译作）是一款由Clap Hanz制作、索尼電腦娛樂在PlayStation 2发行的体育游戏。于2001年7月26日在日本地区发行。本游戏是全民高尔夫第3作。
本游戏是一款与高尔夫球相关的体育类游戏。
GameRankings给予本游戏85.78%的分数。